# サイモン・デイヴィス
サイモン・デイヴィス（Simon Davies, 1979年10月23日 - ）はイギリス・ウェールズ出身の元サッカー選手。ポジションはミッドフィールダー。

## 来歴
1997年にピーターバラ・ユナイテッドにてトップデビュー、2000年1月にトッテナムへと引き抜かれる。このシーズンの終盤にプレミアリーグデビューを果たすと、翌シーズンにはチームの中核へと成長する。
2005-06シーズンからはさらなる飛躍を求めてエヴァートンへと移籍するも出場機会に恵まれず、2007年1月からはフラムでプレーしている。
ウェールズ代表としては2001年3月のウクライナ戦にてデビュー、EURO 2004予選にて活躍を見せウェールズ年間最優秀選手選出のきっかけとなった。

## 所属クラブ
- ピーターバラ・ユナイテッド 1997-1999
- トッテナム・ホットスパー 1999-2005
- エヴァートン 2005-2007
- フラム 2007-2013
- ソルバAFC 2013

この項目は、ウィキプロジェクト サッカー選手の「テンプレート」を使用しています。